# 제1회 금마장
제1회 금마장(第1屆金馬獎)은 1962년 10월 31일 중화민국 타이베이시의 궈광 시네마에서 열린 시상식이다.

## 수상 및 후보

### 작품상
- 성성월량태양

### 감독상
- 도진 수상

### 남우주연상
- 왕인 수상

### 여우주연상
- 우민 수상

### 남우조연상
- 왜자재 수상

### 여우조연상
- 당보운 수상